# Недосекин, Фёдор Георгиевич
Фёдор Георгиевич Недосекин (28 октября [10] ноября 1889, село Новосёлки, Рославльский уезд, Смоленская губерния, Российская империя — 30 апреля 1942 года, Онежский ИТЛ, Архангельская область, РСФСР, СССР) — священнослужитель Русской православной церкви, пресвитер. Прославлен в лике святых Русской православной церкви в 2000 году как священномученик. Память святого — 17 апреля по юлианскому календарю (30 апреля по новому стилю) и в Соборе святых Архангельской митрополии.

## Биография

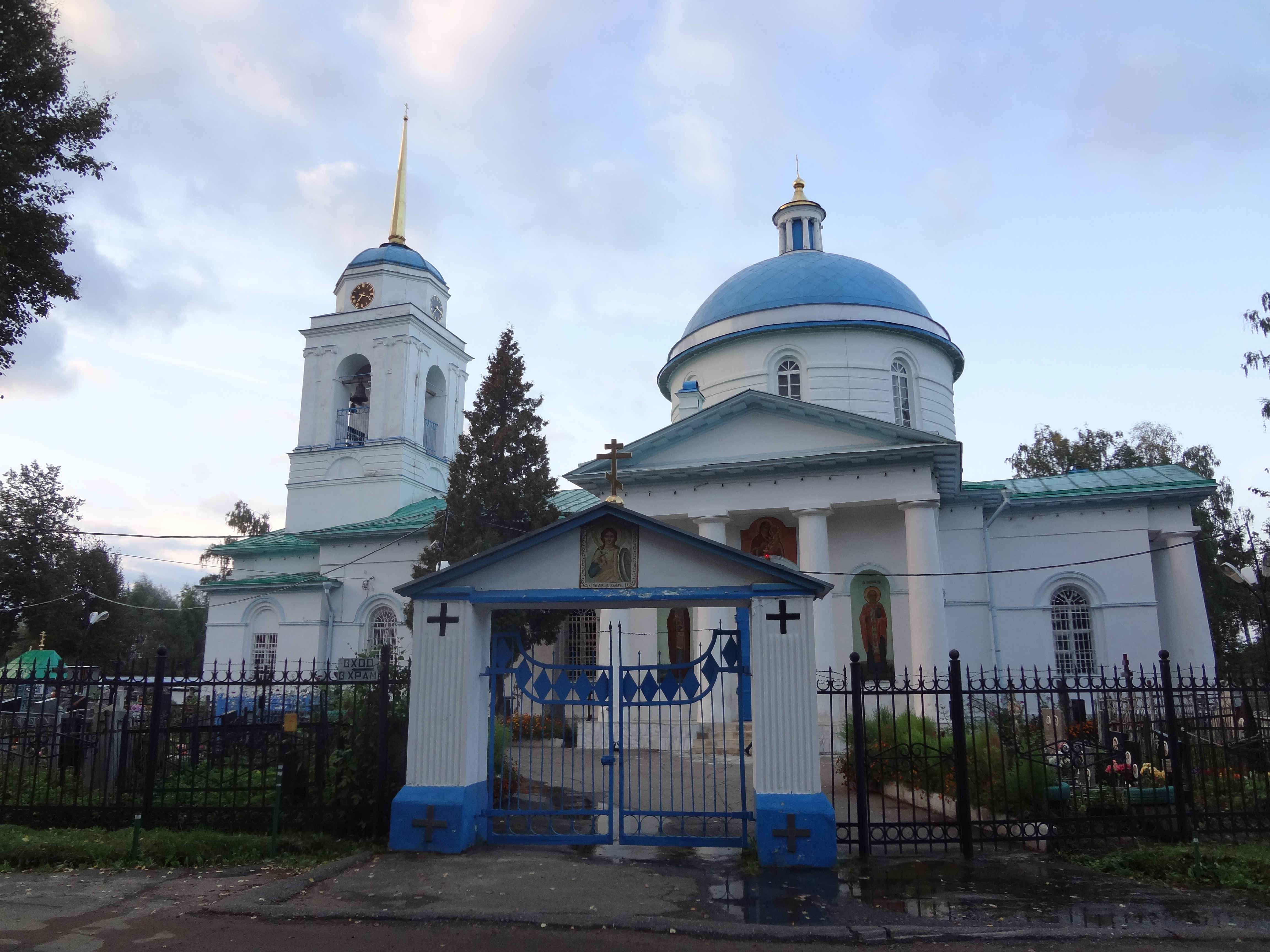
Храм в честь Казанской иконы Божией Матери в деревне Иванисово, в которой отец Феодор был настоятелем

Родился 28 октября 1889 года в деревне Новосёлки Смоленской губернии, в семье диакона. В течение многих лет, Фёдор Георгиевич работал учителем, а затем окружным инспектором школ. После Революции стал директором школы в родном селе. В 1921 году был рукоположен в диакона, а в 1922 году епископ Гжатский Феофан (Берёзкин) рукоположил его во священника. Был назначен настоятелем Введенского храма села Семёновского Гжатского уезда. В конце 1920-х годов за неуплату налога, священник Недосекин был арестован, а всё имущество, включая дом, у семьи было отобрано. В 1930 году приговорен к заключению в исправительно-трудовом лагере на 1 год. Вслед за священником, в Камский исправительно-трудовой лагерь № 2 отправилась и его семья. Вскоре отец Феодор был оправдан судом, и вся семья вернулась в Семёновское, однако их дом был уже занят, а храм закрыт.
Переехал на Донбасс и вместе со страшим сыном работал на угольной шахте. В 1932 году отправился в Москву и попал на приём в Патриархию, чтобы испросить назначения в один из храмов Московской епархии. Был направлен служить в храм в честь Казанской иконы Божией Матери в деревню Иванисово Московской области, куда вновь переехал вместе с семьёй. На новом месте службы отец Феодор заслужил любовь и уважение прихожан. 26 октября 1937 года священник Недосекин был арестован сотрудниками НКВД. 15 ноября 1937 года по обвинению в «контрреволюционной и антисоветской деятельности» тройкой НКВД признан виновным и приговорён к 10-ти годам исправительно-трудовых лагерей. Наказание отбывал в лагере у станции Медвежья Гора и работал на строительстве Беломорско-Балтийского канала. В лагере, работая на лесоповале, сломал ногу и был переведён в бондарную мастерскую, затем переведён в Онежский лагерь. С началом Великой Отечественной войны снабжение заключенных стало более скудным. Скончался 30 апреля 1942 года и погребён в безвестной могиле.

### Семья
Фёдор родился в семье диакона Георгия Петровича Недосекина и его супруги Феодосии Петровны. В 1913 году женился на дочери протодиакона Иоанна Мухина — Зинаиде. В семье отца Фёдора и матушки Зинаиды родились восьмеро детей — пятеро мальчиков и три девочки.

## Канонизация
В августе 2000 года Архиерейским собором РПЦ священник Феодор Недосекин по представлению Московской епархии был причислен к лику святых новомучеников и исповедников Российских. Был установлен день его памяти — 17 (30) апреля.